# Now That You Got It
"Now That You Got It" é uma canção pop escrita por Sean Garrett, Gwen Stefani e Swizz Beatz para o segundo álbum de estúdio solo de Stefani, The Sweet Escape (2006). Um remix com a participação do cantor de reggae Damian Marley foi produzida para esta canção ser lançada como quarto single do álbum.

## Formatos e faixas
CD single europeu
1. "Now That You Got It" (Album Version) – 3:00
2. "Now That You Got It" (Remix featuring Damian "Jr Gong" Marley) – 3:26

CD maxi single europeu
1. "Now That You Got It" (Album Version) – 3:00
2. "Now That You Got It" (Remix featuring Damian "Jr Gong" Marley) – 3:26
3. "Now That You Got It" (Single Version featuring Damian "Jr Gong" Marley) – 3:09
4. "Now That You Got It" (Video) – 3:09

CD single australiano
1. "Now That You Got It" (Album Version) – 3:00
2. "Now That You Got It" (Remix featuring Damian "Jr Gong" Marley) – 3:26
3. "Now That You Got It" (Single Version featuring Damian "Jr Gong" Marley) – 3:09

Single do iTunes
1. "Now That You Got It" (Hybrid Mix featuring Damian "Jr Gong" Marley) – 3:08 (= Single Version)
2. "Now That You Got It" (Main Mix featuring Damian "Jr Gong" Marley) – 3:26 (= Remix)

12" vinil americano
1. "Now That You Got It" (Single Version featuring Damian "Jr Gong" Marley) – 3:09
2. "Now That You Got It" (Album Version) – 3:00
3. "Now That You Got It" (Album Version) – 2:55
4. "Now That You Got It" (Remix featuring Damian "Jr Gong" Marley) – 3:26
5. "Now That You Got It" (Dub) – 3:30

Single iTunes Brasil
1. "Now That You Got It" (Album Version) – 3:01
2. "Now That You Got It" (Remix featuring Damian "Jr Gong" Marley) – 3:26

## Posições
| Top (2007)                              | Melhor posição |
| --------------------------------------- | -------------- |
| Áustria                                 | 68             |
| Austrália - Parada de Singles ARIA      | 37             |
| Noruega                                 | 17             |
| Europa - Euro 200                       | 246            |
| Itália                                  | 31             |
| Panamá - Top 40 Singles                 | 28             |
| Nova Zelândia - Parada de Singles RIANZ | 21             |
| Polônia - Top 50                        | 60             |
| Roménia                                 | 32             |
| Reino Unido - UK Singles Chart          | 75             |